# Fliget brøndsel
Fliget brøndsel (Bidens tripartita) er en 15-60 cm høj plante med gule kurvblomster i halvskærme. Planten er knyttet til våde, tidvist oversvømmede områder, og den er almindelig i hele landet.

## Beskrivelse
Fliget brøndsel er en enårig, urteagtig plante med en opret vækst og talrige forgreninger. Stænglerne er rødlige, og bladene er modsat stillede. De nederste blade er 3-5 fligede med én stor midterflig, to eller fire mindre sideflige og grovtandet rand. De øverste blade er lancetformede med tandet rand.
Blomstringen foregår i juli-oktober, hvor man finder blomsterne i halvskærme, der består af endestillede kurve. De enkelte kurve består af brungule, rørformede skivekroner med udstående kurvsvøbblade. Frugterne er nødder med to små hager, der muliggør dyrespredning.
Rodsystemet består af en kort, forgrenet pælerod. Planten kan fjerne cadmium fra forurenet jord
Højde x bredde og årlig tilvækst: 0,50 x 0,40 m (50 x 40 cm/år).

## Hjemsted
Fliget brøndsel er udbredt i Nordafrika, Mellemøsten, Kaukasus, Centralasien, Russisk Fjernøsten, Kina, Korea, Japan, det Indiske subkontinent samt Sydøstasien til og med Filippinerne. I Nordamerika findes den i Canada og det meste af USA, og i Europa findes den i alle lande. Overalt er arten knyttet til lysåbne voksesteder på våd eller fugtig bund med et højt indhold af næringsstoffer.
I Soldaterskoven, som ligger på Abild Bakkeø mellem Tønder og Abild, findes nogle mosedrag, og her vokser arten sammen med bl.a. alm. fredløs, kattehale, grenet pindsvineknop, krybhvene, kærranunkel, kærsnerre, lav ranunkel, lysesiv, nyserøllike, trævlekrone og vandmynte
| Portal | Portal:Botanik |